# Панела
Панела (исп. Panela) или рападура (порт. rapadura) — нерафинированный брикетированный тростниковый сахар, типичный для Центральной и Латинской Америки в целом. Как и всякий тростниковый сахар, представляет собой твердую форму сахарозы, получаемую при кипячении и испарении сока сахарного тростника. Для изготовления панелы, полученный из измельченного сахарного тростника сок собирают, кипятят и разливают по формочкам, где он застывает в блоки. Панела имеет насыщенный карамельный цвет и гораздо более характерный вкус, чем коричневый тростниковый сахар, который обычно является просто белым сахаром с небольшим количеством тростниковой патоки, добавленной обратно к нему. Как и в случае с коричневым сахаром, существует две разновидности панелы: одна светлее (бланко), а другая темнее (оскуро). Панела продается в различных формах, но чаще всего имеет вид округлых брикетов, которые нужно колоть перед употреблением, как сахарную голову. Панела широко используется в кондитерских изделиях, безалкогольных напитках, выпечке и многих других продуктах.
Полностью аналогичный продукт, но производимый в Южной и Юго-Восточной Азии, причём в десятикратно большем количестве, называется джаггери. 

## Региональные названия

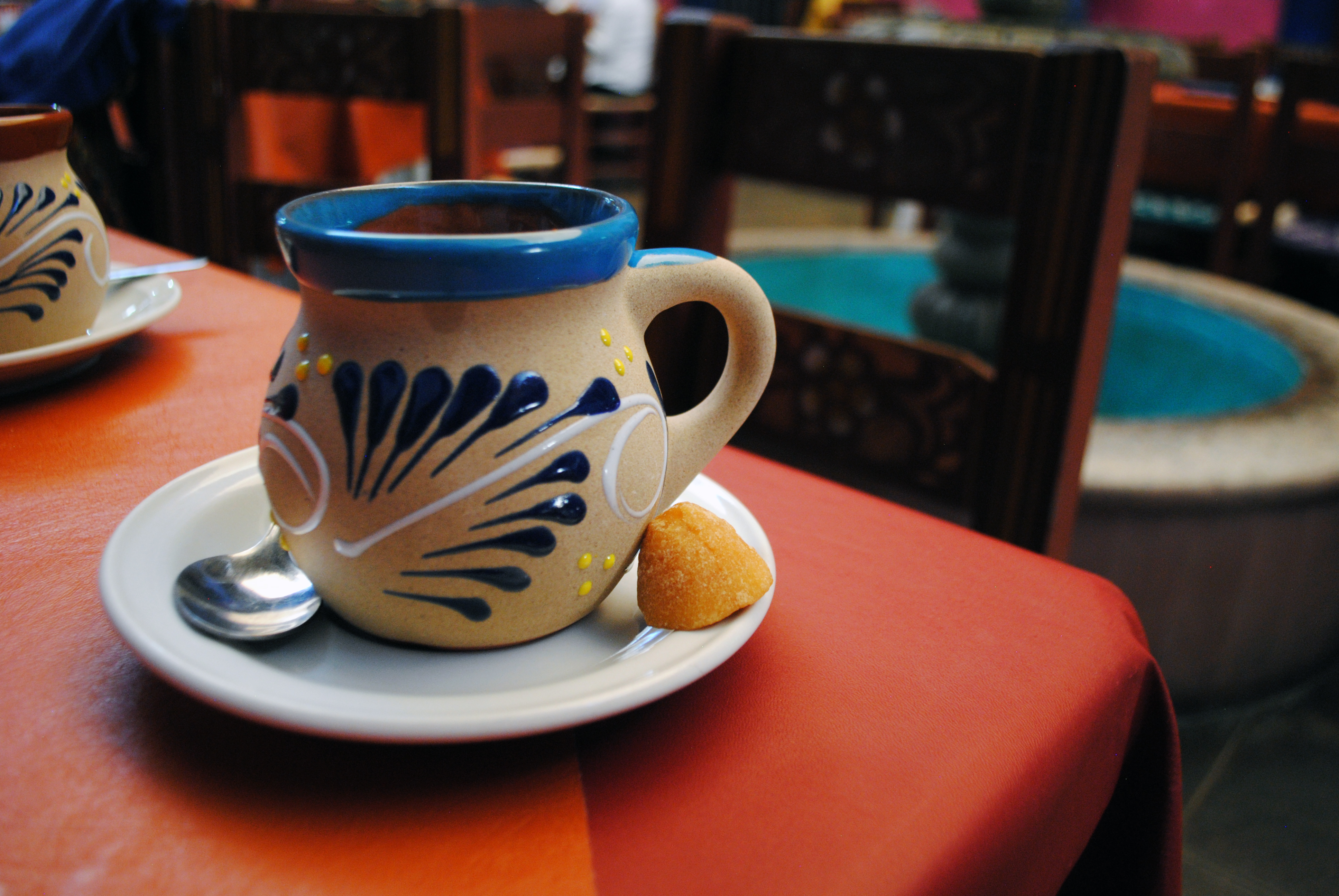
Мексиканский кофе де олла с кусочком панелы.

- Рападура (Rapadura) — Бразилия, Аргентина, Парагвай и др.
- Распадура (Raspadura) — Куба, Панама, Эквадор.
- Рападу (Rapadou) — Гаити.
- Пилонсильо (Piloncillo) — Мексика и Испания. Название «панела» в Мексике относится к сорту сыра. Вместо него используется название «пилончильо», которое означает «маленький хлебец», по аналогии между формой хлебца и формой панелы.
- Дульсе де панела (Dulce de panela) — Сальвадор.
- Чанкака (Chancaca) — Перу, Боливия и Чили. Тем же словом называется и местный сладкий сироп.
- Тапа де дульсе (Tapa de dulce) — Никарагуа и Коста-Рика.
- Папелон (Papelón) — Венесуэла. При этом название папелон кон лимон (Papelón con limón) носит местный вариант агуапанелы.

## Использование

### Колумбия

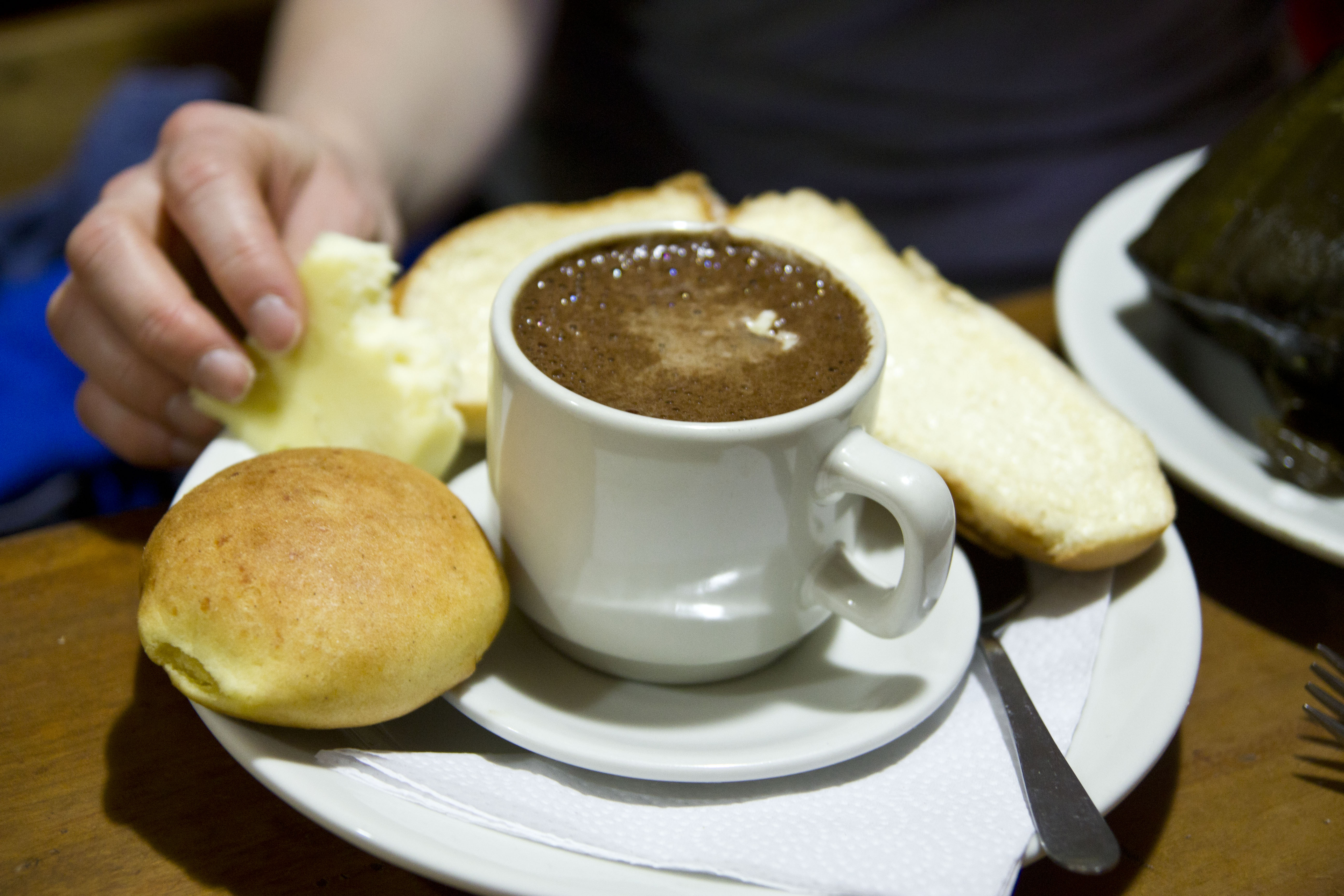
Колумбийский кофе на основе агуапанелы с булочкой пандебоно.

Колумбия является первым по величине производителем панелы (около 1,4 млн тонн в год), или вторым после Индии, если вместе считать панелу и джаггери. В период 1998—2002 гг. в Индии было сосредоточено 86% мирового производства нерафинированного брикетированного тростникового сахара.
В Колумбии производство панелы является одним из важнейших видов экономической деятельности. Эта страна также занимает первое место в мире по потреблению панелы на душу населения: в год средний колумбиец потребляет более 34,2 кг панелы, причём в бедных районах на её покупку уходит до 9 % годовых расходов на продовольствие семьи. 
В Колумбии панеловарение является важным источником создания рабочих мест: около 350 000 человек работают почти в 20 000 трапиче (фермерских хозяйствах по производству панелы). В 2003 году колумбийский сахарный тростник обеспечивал 4,2 % валового сельскохозяйственного продукта страны (не считая кофе). Сахарный тростник, используемый в основном для производства панелы, составляет 10,7 % от общей посевной площади в Колумбии, занимая шестое место среди сельскохозяйственных культур страны, уступая только кофе, кукурузе, рису, бананам и хлопку. 
Основная часть употребления панелы в Колумбии приходится на долю агуапанелы, одного из наиболее широко употребляемых напитков в стране. Панела также используется при приготовлении различных десертов. Поскольку панела представляет собой очень прочный брикет, некоторые колумбийские домохозяйства по традиции имеют твердый речной камень («la piedra de la panela»), чтобы разбивать панелу на более мелкие куски. Панелу можно приобрести на рынках, в местных бакалейных лавках и интернет-магазинах. 
В колумбийском городе Вильета, провинция Кундинамарка, ежегодно проходит Национальный конкурс Панелы. Этот город славится своим производством сахарного тростника. Фестиваль отмечается с 1977 года как дань уважения тяжелому труду и мастерству, с которыми крестьяне региона делают панелу. Этот праздник не является единственным: праздники происходят почти во всех национальных департаментах Колумбии в январе каждого года.

### Мексика
Панела (пилонсильо) очень популярна в Мексике, где существует уже около 500 лет. Нередко она встречается здесь в форме небольших усеченных конусов. Многие мексиканские десерты готовятся с пилонсильо, как и традиционный кофейный напиток кофе де олья. Она также смешивается с различными специями, такими как анис и кайенский перец.

## Другие страны
На Филиппинах, панела или паноча (panocha) традиционно используется в качестве ингредиента для ряда традиционных блюд, а также как самостоятельный десерт.
В Венесуэле панела является важным ингредиентом для многих типичных рецептов, хотя производство панелы в стране в течение всего 20-го века резко сократилось.

## Предполагаемая польза для здоровья
Производители и защитники панелы утверждают, что это вещество полезнее рафинированного сахара, предполагая, что оно обладает иммунологическими преимуществами, более низким гликемическим индексом и более высоким содержанием микроэлементов. Однако, как отмечают авторы «Всеобщего руководства по сахарам и подсластителям», «это все еще сахар», обладающий всеми негативными свойствами обыкновенного сахара, с небольшим количеством витаминов и минералов, и небольшим количеством исследований, подтверждающих другие утверждения.